# Noja
Noja – gmina w Hiszpanii, w prowincji Kantabria, w Kantabrii, o powierzchni 9,2 km². W 2011 roku gmina liczyła 2653 mieszkańców.